# Theater glassbooth
theater glassbooth ist ein deutsches Off-Theater, das vor allem in der Region Rhein-Ruhr aktiv ist. Das Projekt ohne eigene Spielstätte und ohne festes Ensemble wurde 2003 von Jens Dornheim und Gordon Stephan gegründet und machte sich einen Namen durch die Inszenierung selten gespielter Stücke mit teilweise abseitigen, bzw. abgründigen Themen. Auch schwarzer Humor ist bei theater glassbooth ein wichtiger Aspekt, außerdem finden sich oftmals Bezüge zum Filmischen.

## Geschichte
Die Gründer Jens Dornheim und Stephan Gordon lernten sich als Studenten an der Universität Essen kennen, wo sie in einer englischsprachigen Theatergruppe spielten. Nach Auflösung dieser Gruppe waren beide sich einig, weiter Theater machen zu wollen, und gründeten 2003 ein eigenes Theater-Projekt, das Literatur-Theater spielen, jedoch mehr als ein bloßes Studententheater sein und sich vom herkömmlichen Theater-Kanon abheben sollte.
Als erstes Stück wurde The Man in the Glass Booth des britischen Schauspielers und Schriftstellers Robert Shaw ausgewählt. Das wenig bekannte Stück war noch nie in Deutschland aufgeführt worden und musste daher zuerst ins Deutsche übersetzt werden. Im Oktober 2004 feierte es unter dem Titel Der Mann im Glaskasten in Essen Premiere. Die Groteske um einen vermeintlichen ehemaligen SS-Obersturmbannführer (lose angelehnt an Adolf Eichmann), der als Jude getarnt in New York lebt, dann aber vom israelischen Geheimdienst verhaftet und vor Gericht gestellt wird, war für die junge Theater-Gruppe um Dornheim und Stephan ein großer Erfolg und erhielt eine ausführliche, positive Kritik in der taz. Der titelgebende Glaskasten aus schusssicherem Glas, in dem der Angeklagte im Gerichtssaal sitzen muss, gab auch dem Theater-Projekt seinen Namen: theater glassbooth.
Vom Erfolg des ersten Stückes beflügelt, beschlossen die Gründer, fortan jedes Jahr ein neues Stück zu inszenieren. Es folgten Patrick Marbers Beziehungsdrama Hautnah (Closer), der Psychothriller Diese Geschichte von Ihnen von John Hopkins, sowie Kubus (The Cube) ein experimentelles Stück nach einem wenig bekannten Fernsehspiel von Jim Henson und Jerry Juhl. Nach dieser Produktion verließ Mitgründer Gordon Stephan das Projekt und übersiedelte nach Berlin. Jens Dornheim führte theater glassbooth weiter, so dass auch in den Folgejahren jeweils neue Stücke mit wechselnder Besetzung und Regie präsentiert und Gastspiele auf verschiedenen Bühnen im Ruhrgebiet, in Düsseldorf und in Köln gegeben wurden.
2014 folgte mit Container Love, einer schwarzen Satire auf die Medienlandschaft und speziell auf die Fernsehshow Big Brother, das erste selbst geschriebene Stück der Gruppe, das mit dem Sonderpreis der Petra Meurer Theatertage 2015 ausgezeichnet wurde.
Im Vorfeld des Reformationsjubiläums 2017 zeigte theater glassbooth 2016 das selten gezeigte Stück Luther des britischen Dramatikers John Osborne. Das Stück wurde der größte Publikumserfolg der Gruppe und vom Lessing-Museum ins sächsische Kamenz eingeladen – die bis dahin weiteste Reise des Ensembles.
2018 feierte das theater glassbooth (inzwischen ein eingetragener Verein) sein 15-jähriges Jubiläum. Dazu erschienen ein Buch über die Geschichte von theater glassbooth sowie ein Dokumentarfilm. Ebenfalls im Rahmen des Jubiläums brachte man Karl Schönherrs Drama Der Weibsteufel auf die Bühne, dessen Handlung jedoch aus dem Alpenraum ins Ruhrgebiet der 1920er Jahre versetzt wurde. Das Stück wurde für den 22. Heidelberger Theaterpreis nominiert.
2019 folgte mit Willems Wilde Welt die zweite Eigenproduktion der Gruppe. Der eigens für das Stück gedrehte Kurzfilm „Die Suppe“ wurde im November 2019 im Wettbewerb des blicke – filmfestival des ruhrgebiets in Bochum gezeigt.
2020 entstand in Zusammenarbeit mit bs-films der 45-minütige Kurzfilm Pandemonium, der über einen allgemeinen Aufruf gesammelte kurze Videobeiträge zum Thema Lockdown und Corona-Pandemie mit einer Spielhandlung verbindet.
Das Stück Böhmer – Tournee 2021-22 wurde nicht als Produktion des theater glassbooth, sondern unter falschem Namen so angekündigt, als handele es sich tatsächlich um die Konzert-Tournee des abgehalfterten Schlagersängers Böhmer, einer Figur, die zuvor bereits in den Stücken Container Love und Willems Wilde Welt aufgetreten war.

## Stücke
- Der Mann im Glaskasten, 2004, von Robert Shaw, Regie: Gordon Stephan
- Hautnah, 2005, von Patrick Marber, Regie: Gordon Stephan
- Diese Geschichte von Ihnen, 2006, von John Hopkins, Regie: Gordon Stephan
- Kubus, 2007, von Jim Henson und Jerry Juhl, Regie: Roger Hoffmann
- Kosmetik des Bösen, 2009, von Amélie Nothomb, Regie: Eva Zitta
- Das kalte Kind, 2010, von Marius von Mayenburg, Regie: Eva Zitta
- Satansbraten, 2012, von Rainer Werner Fassbinder, Regie: Eva Zitta
- Das Produkt, 2013, von Mark Ravenhill, Regie: Jens Dornheim
- Container Love, 2014, Eigenproduktion, Regie: Jens Dornheim
- Sechs Gramm Caratillo, 2015, von Horst Bienek, Regie: Jens Dornheim
- Luther, 2015, von John Osborne, Regie: Jens Dornheim
- Zeit der Kannibalen, 2016, von Johannes Naber nach einem Drehbuch von Stefan Weigl, Regie: Julie Stearns
- Pontius Pilatus, 2017, nach einer Nebenhandlung aus dem Roman Der Meister und Margarita von Michail Bulgakow, Regie: Jens Dornheim
- Judas, 2018, von Lot Vekemans, Regie: Jens Dornheim
- Der Weibsteufel, 2018, von Karl Schönherr, Regie: Jens Dornheim
- Willems Wilde Welt, 2019, Eigenproduktion, Regie: Jens Dornheim
- Der Reichsbürger, 2020, von Annalena und Konstantin Küspert, Regie: Jens Dornheim
- Böhmer – Tournee 2021-2022, 2021, von Dominik Hertrich, Jens Dornheim und Danny-Tristan Bombosch (Musik), Regie: Jens Dornheim
- Amsterdam, 2022, von Dominik Hertrich und Jens Dornheim, Regie: Dominik Hertrich
- Kassandras Fall, 2023, von Christian Freund und Nadia Ihjeij, Regie: Christian Freund
- Unter Gaslicht, 2023, unter Bezugnahme auf Gaslicht von Patrick Hamilton, Text und Regie: Jens Dornheim
- Der Lolita-Komplex, 2024, Theatermonolog inspiriert von Vladimir Nabokovs Roman Lolita, von Julie Stearns, Regie: Jens Dornheim
- Der Nachbar, 2025, nach einem Roman von Amélie Nothomb, Bearbeitung für die Bühne und Regie: Jens Dornheim

## Spielorte
Regelmäßige Spielorte des theater glassbooth sind das Theater im Depot in Dortmund, der Schauburg Filmpalast und der  Kulturraum "die flora" in Gelsenkirchen, das Rottstraße 5 Theater in Bochum, das Rabbit Hole Theater in Essen sowie die Neue Galerie Gladbeck und das Magazin in Gladbeck.